# Basilique de She Shan
La basilique de She Shan (officiellement : basilique Notre-Dame Secours des Chrétiens de She-Shan, chinois simplifié : 佘山进教之佑圣母大殿, pinyin: Shéshān jìnjiào zhī yòu shèngmǔ dàdiàn, en anglais : Basilica of Our Lady Help of Christians) est un édifice religieux catholique situé à Sheshan, Shanghai, en Chine. Elle est dédiée plus particulièrement à Marie, Secours des chrétiens (Marie Auxiliatrice). La colline She Shan doit son nom à un ermite, She, qui aurait vécu sur cette montagne (shan en chinois).

## Historique
Dans le document écrit en latin et en chinois déposé dans la pierre d'angle par Jules-Prosper Paris S.J. (Yao Zongli 姚宗李) (1846-1931), vicaire apostolique de Nankin, le 24 mai 1925, il est écrit : « les architectes sont A. De Moerloose, prêtre du vicariat de Pékin, qui a fait le plan ; François Diniz, prêtre de la Compagnie de Jésus, du vicariat de Nankin, qui l'a construite. »
La basilique a été solennellement inaugurée le 17 novembre 1935 par Auguste Haouisée (1877-1948), alors vicaire apostolique de Shanghai.
La statue de Notre-Dame de She Shan de 5m de haut a été posée au sommet du clocher en 1936.

## Description
La basilique est en style néo-roman avec un clocher de 38 mètres. La basilique Notre-Dame de She Shan peut accueillir plus de trois mille fidèles. C'est le plus ancien pèlerinage marial en Chine.[réf. nécessaire]

## Sanctuaire marial
Un an après avoir envoyé une lettre aux catholiques de Chine, le pape Benoît XVI compose une prière à Notre-Dame de She Shan (16 mai 2008) et demande que la fête de Marie-Auxiliatrice (24 mai) soit journée de prière pour l'Église de Chine.

## Dimensions principales de l'église
- Longueur : 56 m
- Largeur (nef et bas-côtés dans l'œuvre) : 16 m
- Largeur maximale au transept : 25 m
- Hauteur maximale de la voûte : 15,50 m
- Hauteur au faîte du toit : 22 m
- Hauteur du clocher : 38 m

## Transport
- la ligne 9 du métro de Shanghai dessert ce lieu.